# Сельвинская, Татьяна Ильинична
Татья́на Ильи́нична Сельви́нская (2 ноября 1927, Москва — 17 мая 2020, Москва) — советский и российский театральный художник-сценограф, живописец и поэт, Заслуженный деятель искусств РСФСР (1990), лауреат Государственной премии Российской Федерации (1994), почётный член Российской академии художеств (2012), лауреат премии Станиславского сезона 2016—2017 годов.

## Биография
Родилась в семье известного поэта Ильи Львовича Сельвинского и Берты Яковлевны Сельвинской. Её детство прошло в Доме писателей в Лаврушинском переулке и в Писательском городке Переделкино, где их семья жила в окружении известных советских писателей.
С 11 лет училась у Роберта Фалька. В годы их общения Р. Фальк написал два её портрета. Также учителями Татьяны Сельвинской стали Александр Тышлер и Михаил Курилко.
В 1953 году окончила Московский Государственный художественный институт им. В. Сурикова. С 1954 года — член МОСХа, с 1964 года — член ВТО (Союз театральных деятелей).
1966—1978 годы — заведующая театральным отделением МХТУ памяти 1905 года.
Автор более 700 портретов, более 3000 картин, трёх сборников стихов. Её картины находятся в Государственной Третьяковской галерее, в Московском музее современного искусства, в Государственном центральном Театральном музее им. А. Бахрушина, в Государственном музее А. С. Пушкина, в Доме-музее Ильи Сельвинского (Симферополь), в музее детских театров (Москва), в картинных галереях Архангельска, Брянска, Вологды, Пензы, Рыбинска, Тулы, Челябинска, Ярославля, в театральном музее Санкт-Петербурга, театральном музее Киева, в частных собрании России, США, Англии, Франции, Германии, Швеции, Швейцарии, Израиля.
Оформила более 200 спектаклей. Среди лучших её сценографических работ:
- «Таланты и поклонники» (1972) в Драматическом театре Саратова;
- спектакли Челябинского драматического театра, созданные в содружестве с режиссёром Н. Орловым:
  - «Иосиф Швейк против Франца Иосифа»,
  - «Тиль»,
  - «Мещанин во дворянстве»,
  - «Дядя Ваня»;
- в Театре имени Евгения Вахтангова:
  - «Без вины виноватые» с П. Фоменко (1993) и
  - «Милый лжец» с А. Шапиро (1994).

### Взаимодействие
Работала с режиссёрами:
- Андреев В. (Москва),
- Беркун В. (Одесса),
- Берман Ф. (Москва, Магадан, Иваново),
- Бородин А. (Москва, Киров),
- Васильев П. (Москва),
- Виктюк Р. (Санкт-Петербург),
- Гриншпун Ю. (Одесса, Магадан),
- Долгина Е. (Москва, Киров, Челябинск),
- Зайденберг Б. (Одесса),
- Кигель А. (Москва),
- Кокорин В. (Иркутск, Омск),
- Левитин М. (Москва, Рига, Челябинск),
- Ливнев Э. (Москва, Челябинск),
- Махарадзе Т. (Челябинск),
- Митницкий Э. (Киев),
- Муат М. (Москва),
- Найдёнов А. (Ташкент),
- Николаев Ю. (Санкт-Петербург, Лиепая, Петрозаводск, Калинин, Одесса),
- Орлов Н. (Челябинск, Одесса, Уфа, Казань),
- Охлопков Н. (Москва),
- Перепёлкин И. (Челябинск),
- Печников Г. (Москва, Владивосток),
- Рубин Я. (Саратов),
- Туманов И. (Москва),
- Фоменко П. (Москва),
- Хапов О. (Челябинск),
- Хейфец Л. (Москва),
- Храмов В. (Москва),
- Шапиро А. (Москва),
- Шиманский В.

## Личная жизнь
В 1949—1952 годах жила в гражданском браке с художником и писателем Михаилом Анчаровым.
Умерла 17 мая 2020 года на 93-м году жизни. Прощание с Татьяной Сельвинской состоялось 20 мая, в крематории Хованского кладбища.